# Сен-Жан-де-Тусла
Сен-Жан-де-Тусла́ (фр. Saint-Jean-de-Touslas) — колишній муніципалітет у Франції, у регіоні Овернь-Рона-Альпи, департамент Рона. Населення — 832 осіб (2011).
Муніципалітет був розташований на відстані близько 410 км на південний схід від Парижа, 25 км на південний захід від Ліона.

## Історія
До 2015 року муніципалітет перебував у складі регіону Рона-Альпи. Від 1 січня 2016 року належав до нового об'єднаного регіону Овернь-Рона-Альпи.
1 січня 2018 року Сен-Жан-де-Тусла, Сент-Андеоль-ле-Шато i Шассаньї було об'єднано в новий муніципалітет Боваллон.

## Демографія
Динаміка населення (INSEE ):
Розподіл населення за віком та статтю (2006):
| Стать | Всього | До 15 років | 15-24 | 25-44 | 45-64 | 65-85 | Понад 85 |
| --- | ------ | ----------- | ----- | ----- | ----- | ----- | -------- |
| Чоловіки | 330    | 82          | 35    | 78    | 87    | 40    | 8        |
| Жінки | 318    | 78          | 28    | 113   | 59    | 36    | 4        |
| \| Статево-вікова піраміда \| Статево-вікова піраміда \| Статево-вікова піраміда \| \| ----------------------- \| ----------------------- \| ----------------------- \| \| Чоловіки \| Вік \| Жінки \| \| 8 \| 85 + \| 4 \| \| 4 \| 80-84 \| 20 \| \| 4 \| 75-79 \| 4 \| \| 12 \| 70-74 \| 4 \| \| 20 \| 65-69 \| 8 \| \| 0 \| 60-64 \| 12 \| \| 20 \| 55-59 \| 12 \| \| 20 \| 50-54 \| 27 \| \| 47 \| 45-49 \| 8 \| \| 23 \| 40-44 \| 43 \| \| 27 \| 35-39 \| 31 \| \| 16 \| 30-34 \| 23 \| \| 12 \| 25-29 \| 16 \| \| 12 \| 20-24 \| 20 \| \| 23 \| 15-20 \| 8 \| \| 23 \| 10-14 \| 31 \| \| 39 \| 5-9 \| 35 \| \| 20 \| 0-4 \| 12 \| |        |             |       |       |       |       |          |
| Статево-вікова піраміда |        |             |       |       |       |       |          |
| Чоловіки | Вік    | Жінки       |       |       |       |       |          |
| 8 | 85 +   | 4           |       |       |       |       |          |
| 4 | 80-84  | 20          |       |       |       |       |          |
| 4 | 75-79  | 4           |       |       |       |       |          |
| 12 | 70-74  | 4           |       |       |       |       |          |
| 20 | 65-69  | 8           |       |       |       |       |          |
| 0 | 60-64  | 12          |       |       |       |       |          |
| 20 | 55-59  | 12          |       |       |       |       |          |
| 20 | 50-54  | 27          |       |       |       |       |          |
| 47 | 45-49  | 8           |       |       |       |       |          |
| 23 | 40-44  | 43          |       |       |       |       |          |
| 27 | 35-39  | 31          |       |       |       |       |          |
| 16 | 30-34  | 23          |       |       |       |       |          |
| 12 | 25-29  | 16          |       |       |       |       |          |
| 12 | 20-24  | 20          |       |       |       |       |          |
| 23 | 15-20  | 8           |       |       |       |       |          |
| 23 | 10-14  | 31          |       |       |       |       |          |
| 39 | 5-9    | 35          |       |       |       |       |          |
| 20 | 0-4    | 12          |       |       |       |       |          |

## Економіка
2010 року серед 554 осіб працездатного віку (15—64 років) 437 були активними, 117 — неактивними (показник активності 78,9%, у 1999 році було 75,5%). З 437 активних мешканців працювало 429 осіб (227 чоловіків та 202 жінки), безробітними було 8 (5 чоловіків та 3 жінки). Серед 117 неактивних 49 осіб було учнями чи студентами, 49 — пенсіонерами, 19 були неактивними з інших причин.

У 2010 році в муніципалітеті числилось 303 оподатковані домогосподарства, у яких проживали 815,0 особи, медіана доходів виносила 22 638 євро на одного особоспоживача